# Башня 2000
Башня 2000 — офисный небоскрёб, расположенный на нулевом участке Московского международного делового центра.
Башня 2000 стала первым офисным зданием, введённым в эксплуатацию в комплексе «Москва-Сити». В отличие от остальных зданий комплекса, башня стоит на правом берегу Москвы-реки. Её строительство началось в 1996 году и завершилось в 2001 году. Она напрямую соединена вестибюлем с мостом Багратион, который ведёт к основной территории «Москва-Сити».
Высота башни — 104 метра. Общая площадь офисных помещений в комплексе составляет 30,5 тысячи м2, они занимают 26 из 32 этажей небоскрёба — со 2-го по 27-й.

## История
В 1996 году началось строительство башни и моста — оба проекта, как и первоначальную концепцию ММДЦ, разработал архитектор Борис Тхор. Все дальнейшие постройки в Сити уже не учитывали первоначальных планов комплексного развития района, предложенных Тхором.
Инвестиции в подготовку территории и строительство составили 100 млн долларов. В 1997 году был сдан торгово-пешеходный мост Багратион, но строительство башни к тому моменту уже замерло. Российская компания Mabetex начинала строительства здания фонда «Реформа» — так изначально называлась Башня 2000, — однако со смертью в марте 1997 года руководителя фонда Станислава Шаталина все работы прекратились. Ещё больше осложнил ситуацию дефолт 1998 года. Чтобы довести проект до конца, правительство Москвы выкупило права на Башню 2000 и привлекло десяток инвесторов на отдельные этажи здания. Башня была сдана в 2001 году новым подрядчиком ООО «Промстрой-техноинвест».

### История места
Вдоль правого берега реки располагалось крупное Дорогомиловское кладбище, закрытое в 1948 году и позднее целиком застроенное. Существует версия, что примерно на месте снесённой Церкви Елисаветы Преподобной сейчас находится Башня 2000.

## Собственники
К моменту окончания строительства в частную собственность перешли 14 из 27 этажей. Остальная часть здания, а также функции управления принадлежали 100 % «дочке» города ООО «Миосор». В 2004 году контроль над башней перешёл к девелоперской компании «Декра», обменявшей у правительства города 4,6 % ОАО «Мосэнерго» на долю 100 % в ООО «Миосор» и 25 % акций ОАО «Манежная площадь».
По данным на 2016 год, крупнейшим собственником является бизнесмен Зияд Манасир. Первые офисы в Башне 2000 его компания «Стройгазконсалтинг» приобрела ещё в 2005 году для своего офиса, а после постепенно наращивала количество площадей. В марте 2012 года стало известно, что в ноябре 2011 году Манасир довёл свою долю до половины здания, выкупив часть помещений у совладельца сети магазинов «Седьмой континент» Александра Занадворова. После сделки 13 этажей принадлежали Стройгазконсалтингу, шесть этажей, рестораны и паркинг оставались в собственности Александра Занадворова, остальные семь этажей были поделены между несколькими собственниками.

## Галерея
- Башня 2000 и мост Багратион. 2006 год
- Башня 2000 и мост Багратион. 2012 год
- Башня 2000 на фоне небоскрёбов «Москвы-Сити». 2016 год
- Башня 2000 - вид с другого берега Москвы реки, 2018 г.